# Lophiostoma myriocarpum
Lophiostoma myriocarpum är en svampart som beskrevs av Fuckel . Lophiostoma myriocarpum ingår i släktet Lophiostoma och familjen Lophiostomataceae.  Arten är reproducerande i Sverige. Inga underarter finns listade i Catalogue of Life.